# Konflikt między Demokratyczną Republiką Konga a Rwandą
Konflikt zbrojny między Demokratyczną Republiką Konga a Rwandą rozpoczął się w 2022 roku po tym, jak siły rwandyjskie wkroczyły na terytorium sąsiada, aby zapewnić wsparcie militarne rebeliantom z Ruchu 23 Marca (M23), walcząc u ich boku z kongijską armią i milicjami prorządowymi.
Kryzys był związany z ofensywą M23, która rozpoczęła się w marcu 2022 roku. Demokratyczna Republika Konga, Organizacja Narodów Zjednoczonych, Stany Zjednoczone i inne państwa zachodnie oskarżały Rwandę nie tylko o wspieranie jej, lecz także o aktywną walkę. Rwanda i M23 oskarżyły z kolei Demokratyczną Republikę Konga o współpracę z Demokratycznymi Siłami Wyzwolenia Rwandy (FDLR), paramilitarną grupą plemienia Hutu, która brała udział w ludobójstwie w Rwandzie. Zarówno Kongo, jak i Rwanda zaprzeczały popieraniu odpowiednio FDLR i M23, wbrew niezależnym badaniom i raportom potwierdzającym zarzuty wobec obu stron. Sąsiednie Burundi, które oskarżyło Rwandę o zorganizowanie próby zamachu stanu w 2015 roku, wysłało wojska, aby pomóc Demokratycznej Republice Konga w walce z ofensywą M23.
Przedstawiciele misji pokojowej MONUSCO utrzymywali, że nie była ona zaangażowana w konflikt poza swoją rolą w obronie regionu przed bojownikami, ale została oskarżona przez Rwandę o opowiadanie się po jednej ze stron konfliktu z powodu współpracy z kongijskimi siłami zbrojnymi. Tymczasem rząd Konga poprosił siły pokojowe o opuszczenie terytorium DRK z powodu „niezdolności do ochrony ludności cywilnej przed grupami zbrojnymi”.
Zorganizowano dwie próby negocjacji pokojowych między Demokratyczną Republiką Konga a Rwandą: jedna zorganizowana przez Kenię w 2022 roku, która zakończyła się niepowodzeniem, a druga zorganizowana przez Angolę w 2024, która doprowadziła do porozumienia o zawieszeniu broni w sierpniu tego roku. Walki między siłami kongijskimi a rebeliantami M23 wspieranymi przez Rwandę zostały wznowione w październiku 2024 roku po wcześniejszym spowolnieniu i nasiliły się pod koniec roku. Zaplanowane negocjacje między prezydentem Rwandy Paulem Kagame a prezydentem Konga Félixem Tshisekedim w grudniu zostały anulowane z powodu nieporozumień co do warunków wstępnych.
W styczniu 2025 roku rebelianci przeprowadzili udaną ofensywę na Gomę, stolicę prowincji Kiwu Północne w Demokratycznej Republice Konga, doprowadzając do ucieczki ponad 400 000 osób i powodując zerwanie przez DRK stosunków dyplomatycznych z Rwandą. Rząd Konga nazwał rwandyjskie wsparcie wojskowe dla rebeliantów „wypowiedzeniem wojny”. Upadek Gomy po kilku dniach walk pod koniec stycznia był największą eskalacją konfliktu w Kiwu od czasu, gdy M23 po raz pierwszy zajęło miasto w 2012 roku.
27 czerwca 2025 roku w Waszyngtonie podpisano porozumienie pokojowe.